# Ianmoorea zealandica
Ianmoorea zealandica is een keversoort uit de familie van de kortschildkevers (Staphylinidae). De wetenschappelijke naam van de soort is voor het eerst geldig gepubliceerd in 2004 door Ahn.